# Ofensiva din Saar
Ofensiva din Saar a fost o operațiune militară terestră franceză desfășurată în Saarland în sectorul de apărare al Armatei I germane în perioada 7 – 16 septembrie 1939. Obiectivul operațiunii era sprijinirea Poloniei, care era în acea perioadă ținta atacată de Germania Nazistă. La atac au participat 40 de divizii, dintre care una de blindate, trei mecanizate, 78 de regimente de artilerie și 40 batalioane de tancuri. Ofensiva a fost oprită, iar forțele franceze au fost obligate în cele din urmă să se retragă datorită contraofensivei germane de pe 17 octombrie.

## Obiectivele ofensivei
Convenția militară franco-poloneză prevedea că forțele terestre franceze ar fi trebuit să declanșeze o ofensivă de proporții la trei zile după declanșarea mobilizării. Forțele franceze trebuiau să cucerească controlul asupra zonei aflate între frontieră și Linia Siegfried și să exercite presiuni asupra apărătorilor acesteia. În a 15-a zi a mobilizării, forțele franceze ar fi trebuit să declanșeze un atac general împotriva Germaniei. Mobilizarea parțială a început în Franța pe 26 august, pentru ca pe 1 septembrie să se declare mobilizare generală.
În timpul mobilizării au devenit evidente diferențele dintre armata franceză demodată și cea germană. Armatei franceze îi lipseau atât aparatele de zbor și piesele de artilerie moderne, dar și sistemele mecanizate care să îi permită deplasarea rapidă a forțelor în teren. comandanții francezi rămăseseră credincioși tacticilor primului război mondial, care se bazau pe artileria grea staționară și lupta de tranșee.

## Operațiunile franceze
Ofensiva franceză în valea Rinului a început pe 7 septembrie, la patru zile după declarația franceză de război. În acea perioadă, Wehrmacht-ul era implicat în luptele din Polonia, iar francezii se bucurau de o superioritate numerică decisivă de-a lungul frontierei germane. Cu toate acestea, francezii nu au întreprins nicio acțiune importantă care să vină în sprijinul polonezilor. 11 divizii franceze, parte a Grupului al II-lea de armate, au înaintat au înaintat în teritoriul german de-a lungul unei linii de 32 km lângă Saarbrücken. Francezii au înaintat fără să întâlnească o rezistență notabilă aproximativ 8 km, ocupând 12 localități, care fuseseră evacuate deja de armata germană. În timpul înaintării, patru tancuri Renault R-35 au fost distruse de mine la nord de Bliesbrück. Pe 10 septembrie, germanii au declanșat un contraatac de mică amploare în dreptul satului Apach, care a fost rapid respins de francezi. Pe 12 septembrie, francezii au capturat orașul german Brenschelbach. În timpul atacului asupra orașului, francezii au pierdut un căpitan, un sergent și șapte soldați. Ofensiva franceză a fost oprită după ocuparea pădurea Warndt, o zonă puternic minată de germani. Armata franceză nu și-a atins obiectivul – ocuparea întregului teritoriu dintre graniță și Linia Siegfried.

## Urmări

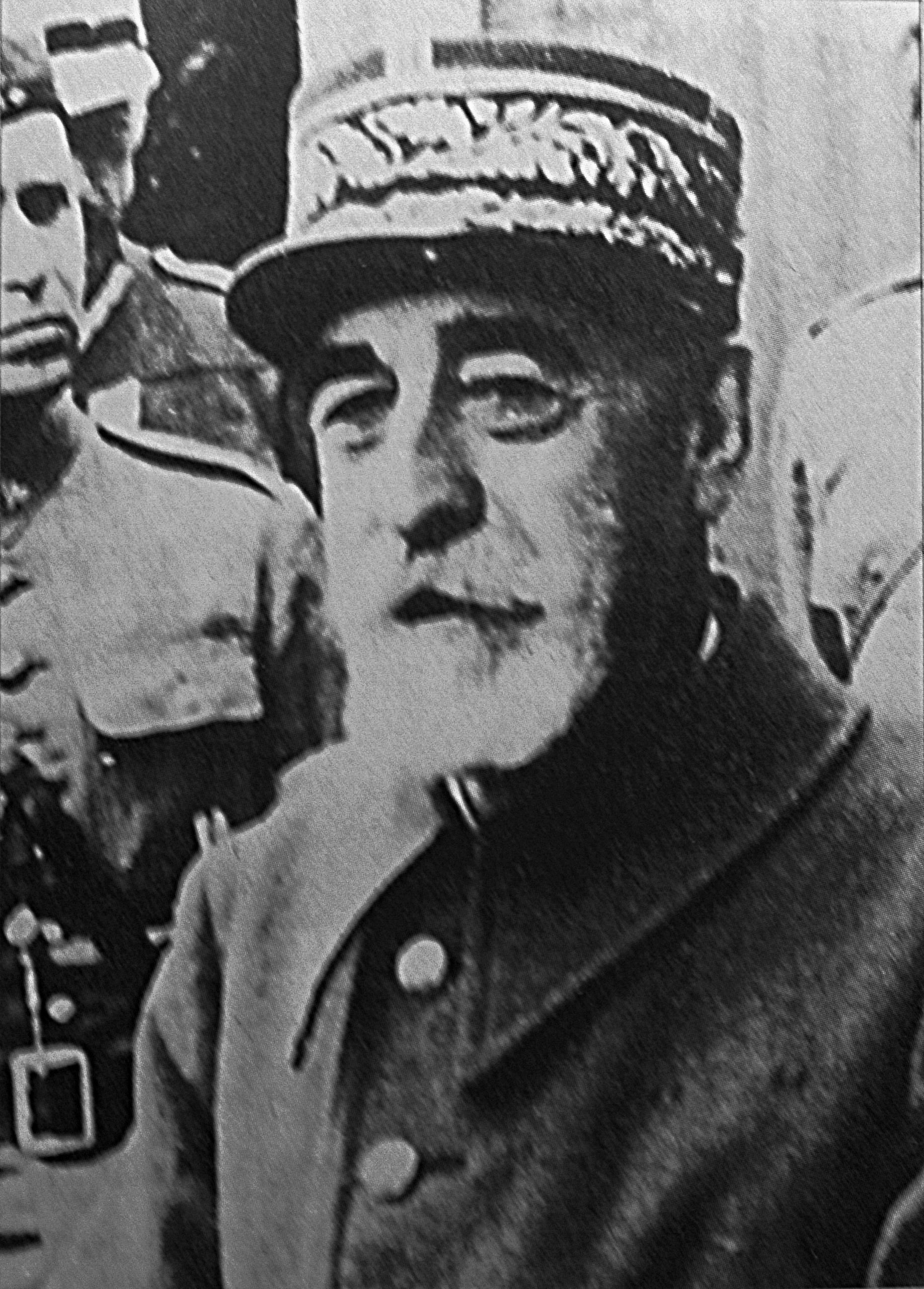
Louis Faury, șeful misiunii militare franceze în Polonia

Atacul nu a dus la scăderea presiunii armatei germane pe frontul din Polonia. Atacul promis al celor 40 de divizii franceze nu a avut niciodată loc. Pe 12 septembrie, Consiliul Suprem Interaliat a decis să oprească orice acțiune ofensivă. Generalul Maurice Gamelin a ordonat trupelor sale să se oprească la cel mult 1 kilometru depărtare de Linia Siegfried. Polonia nu a fost anunțată despre această decizie. În schimb, Gamelin l-a informat pe mareșalul Edward Rydz-Śmigły că 20 dintre cele 40 de divizii aliate sunt în contact cu inamicul, iar atacul francezilor a forțat Wehrmachtul să retragă cel puțin șase divizii de pe frontul polonez. A două zi, comandantul misiunii militare franceze, generalul Louis Faury, l-a informat pe șeful statului major polonez, generalul Wacław Stachiewicz, că ofensiva generală aliată a trebuit să fie amânată de pe 17 pe 20 septembrie. Pe 16 și 17 octombrie, trupele germane sprijinite de unitățile reîntoarse din Polonia, au organizat o contraofensivă prin care ultimele teritorii germane ocupate de inamici au fost eliberate. Pierderile germane s-au ridicat la 196 de soldați morți, 114 dispăruți și 356 de răniți.. De asemenea, germanii au pierdut 11 avioane doborâte până pe 17 octombrie. La rândul lor, francezii au suferit pierderi de aproximativ 2.000 de morți, răniți sau bolnavi. Până în acel moment, toate diviziile franceze au fost retrase pe aliniamentul Liniei Maginot. Începea ceea ce avea să fie numit „Războiul ciudat”.

## Vedeți și:
- Războiul ciudat
- Trădarea occidentală